# إدوين فيغيروا
إدوين فيغيروا (بالإنجليزية: Edwin Figueroa) هو فنان قتال مختلط أمريكي، ولد في 31 يوليو 1984 في ماككيني في الولايات المتحدة.

## وصلات خارجية
- إدوين فيغيروا على موقع شيردوغ (الإنجليزية)